# یوتاکا سوچیا
یوتاکا سوچیا (انگلیسی: Yutaka Tsuchiya؛ زادهٔ ۱۱ دسامبر ۱۹۶۶) کارگردان فیلم اهل ژاپن است.